# Nazikeda Kadin (consorte di Mehmed VI)
Nazikeda Kadın (turco ottomano: نازك ادا قادین, lett. "colei che ha modi delicati", nata principessa Emine Marşania; Sukhumi, 9 ottobre 1866 – Il Cairo, 4 aprile 1941) è stata una principessa abcasa, prima moglie del sultano ottomano Mehmed VI. È nota in Europa come l'ultima imperatrice ottomana.

## Origini
Nazikeda Kadın nacque come principessa Emine Hanim Marşania il 9 ottobre 1866 a Sukhumi, in Abcasia. Apparteneva alla famiglia principesca abcasa dei Marşania: suo padre era il principe Hasan Ali Bey, signore di Tzebelda (m. 1877) e sua madre la principessa Fatma Horecan Aredba. Aveva due fratelli maggiori, i principi Abdülkadir Bey e Mehmed Bey, e due sorelle minori, le principesse Naciye Hanım e Daryal Hanım.
Nel 1876 venne mandata con le sorelle e le cugine Amine, Rumeysa, Pakize, Fatma e Kamile alla corte ottomana di Istanbul, dove vennero messe sotto la tutela della balia Babuce Hanim, la quale in seguito rifiutò di tornare nel Caucaso e accudì Nazikeda fino a quando non morì, nel 1910. Successivamente furono mandate a servizio di Cemile Sultan, figlia del sultano Abdülmecid I e sorellastra dei sultani Murad V, Abdülhamid II, Mehmed V e Mehmed VI. Qui tutte, come da protocollo cambiarono nome, ed Emine prese quello di Nazikeda. Entrata nella grazie di Cemile, che finì per considerarla una figlia, venne ben istruita: imparò il francese, a suonare il pianoforte e a cavalcare nel giardino del Palazzo. Cemile stimava particolarmente Nazikeda fra le sue dame e le affidò il compito di stare accanto alla sua figlia più giovane, Fatma Hanımsultan, che era malata di tubercolosi e che sarebbe morta precocemente.
Nazikeda venne descritta come una donna bellissima, alta, formosa e con la vita sottile. Aveva la pelle pallida, occhi castani tendenti al color miele, lunghi capelli castano ramato e un portamento regale.

## Consorte imperiale

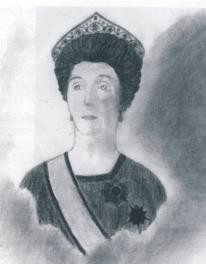
Ritratto a matita

Nel 1884 Nazikeda fu notata dal fratellastro minore di Cemile, l'allora Şehzade Mehmed Vahdeddinin (Mehmed VI), che chiese alla sorella di poterla sposare. Cemile rifiutò, perché era affezionata a Nazikeda e non voleva dovesse convivere con un harem di altre consorti. Cemile credeva che Vahideddinin avrebbe presto ceduto e avrebbe dimenticato la ragazza, ma il principe insistette e minacciò di non sposarsi mai se non con Nazikeda. Dopo un anno di insistenze, Cemile acconsentì, a patto che Nazikeda restasse la sua unica consorte.
Il matrimonio fu celebrato l'8 giugno 1885 a Palazzo Ortaköy, e consumato il 18. Nello stesso periodo la sorella di Nazikeda, Daryal Iryale Hanım, sposò Şehzade Mehmed Selim, figlio del sultano Abdülhamid II, mentre sua cugina Amine Nazikeda sposò Şehzade Yusuf Izzeddin, figlio del sultano Abdülaziz. Nazikeda accolse fra le sue dame le figlie di suo fratello Abdülkadir, Kezban, Pakize e Hatice Hanim, che vennero ribattezzate rispettivamente Şahinde Hanım, Mislimelek Hanim (che divenne poi consorte di Şehzade Mehmed Abdülkadir, figlio del Sultano Abdülhamid II) e Aşubican Hanım. 
Nazikeda e Mehmed vissero a Palazzo Feriye fin quando un incendio non li costrinse a trasferirsi a villa Çengelköy. Insieme ebbero tre figlie, di cui la prima morta a due settimane. Dopo il terzo parto Nazikeda divenne incapace di avere altri figli, così, dopo vent'anni in cui era stata l'unica moglie, acconsentì che Mehmed prendesse altre consorti da cui avere dei figli maschi.
Nazikeda era amata da tutti e ricevette persino complimenti dal severo Abdülhamid II per il modo in cui si vestiva e vestiva le figlie. Il 30 maggio 1918 fu fra le dame che ricevettero l'Imperatrice Zita di Borbone-Parma, in visita a Istanbul col marito.
Nel 1918 Mehmed salì al trono come Mehmed VI. Nazikeda venne elevata al rango di BaşKadin (Prima Consorte) e, essendo Mehmed orfano di madre (sia la madre naturale, Gülistu Kadın, che quella adottiva, Şayeste Hanim, erano morte), divenne il membro femminile più importante della dinastia. In Europa divenne nota come "l'ultima imperatrice ottomana", titolo che gli europei accordavano solitamente alla madre del sultano piuttosto che alle sue mogli, che venivano indicate, a seconda del loro posto nella gerarchia interna, come Regine, principesse o dame.
Nel 1920 aiutò sua figlia, Sabiha Sultan, a ottenere da suo padre il permesso di sposare suo cugino Şehzade Ömer Faruk, permesso inizialmente negato perché fra il ramo famigliare di Mehmed e quello di Abdülmecid, padre di Faruk, non scorreva buon sangue a causa della deposizione e della morte controversa del sultano Abdülaziz, padre di Abdülmecid. Nazikeda si alleò con Şehsuvar Hanim, madre di Faruk, e riuscì a ottenere il permesso al matrimonio, che si tenne il 29 aprile. 
Durante il regno di suo marito ha patrocinato moschee e ospedali, ha aiutato i circassi in difficoltà economiche e ha invitato gli aristocratici russi in fuga a causa della rivoluzione russa a rifugiarsi a Palazzo Yıldız.

## Esilio
Nel 1922 Mehmed VI fu deposto ed esiliato e il Sultanato abolito. Nazikeda, insieme al resto dell'harem, fu imprigionata a Palazzo Feriye, dove visse momenti difficili, dal momento che il governo spesso non elargiva loro nemmeno il necessario per mangiare. Tuttavia, non si lamentò mai, ma anzi cercava sempre di sorridere ed essere di sostegno alle altre donne.
Il 10 marzo 1924 la dinastia ottomana fu esiliata e alle consorti e alle altre dame di Mehmed fu concesso lasciare il Palazzo. Nazikeda scelse di raggiungere suo marito a Sanremo, in Italia. Ancora molto uniti, erano soliti bere il caffè insieme ogni mattina.
Nel 1926 Nazikeda rimase vedova e si trasferì prima a Montecarlo, dalla figlia Ulviye Sultan, e poi a Nizza, dall'altra figlia, Sabiha Sultan, dove venne sistemata in una grande stanza dove occasionalmente ospitava anche Şehzade Mehmed Ertuğrul, figlio di Mehmed VI e Müveddet Kadın.
Alla fine, sia Nazikeda che le sue figlie si trasferirono ad Alessandria d'Egitto. Invecchiando, Nazikeda s'indebolì, ma restò una donna molto curata nell'aspetto e devota. Quando non le fu più possibile inginocchiarsi, pregò seduta sulla sua sedia a dondolo.

## Morte
Emine Nazikeda Kadın morì a Il Cairo, nel quartiere Maadi, il 4 aprile 1941, a settantaquattro anni. Venne sepolta nel mausoleo Abbas Hilmi Pasha nel cimitero di Abbasiye.

## Discendenza
Da Mehmed VI, Nazikeda ebbe tre figlie:
- Münire Fenire Sultan (1888 - 1888). Nata e morta a Palazzo Feriye, a due settimane. A volte è indicata come due gemelle invece che una sola principessa.
- Fatma Ulviye Sultan (11 settembre 1892 - 1 gennaio 1967). Sposata due volte, ha avuto una figlia.
- Rukiye Sabiha Sultan (19 marzo 1894 - 26 agosto 1971). La sua nascita fu particolarmente complicata, tanto che la madre divenne incapace di sopportare altre gravidanze. Sposata una volta, con suo cugino Şehzade Ömer Faruk, ha avuto tre figlie.

## Cultura popolare
- Nazikeda è un personaggio minore nel romanzo storico di T. Byram Karasu Of God and Madness (2007)[17].